# Боровак-при-Подкуму
Боровак-при-Подкуму (словен. Borovak pri Podkumu) — поселення в общині Загорє-об-Саві, Засавський регіон, Словенія. Висота над рівнем моря: 707,4 м.